# 傳聞中的女人
傳聞中的女人（日语：噂の女）是2018年4月14日起於BS東視和東京電視台播出的電視劇，由足立梨花、中村俊介、石丸謙二郎、田山涼成等人主演，描述一位在大家口中都是傳聞中的女人的故事與點滴。

## 演員列表

### 主要人物
| 角色     | 演員       | 介紹 |
| 糸井美幸 | 足立梨花   | 一個大家從傳聞比真實了解還多的女人。居住在平山市，結了三次婚，對象都是有錢人，但都因故身亡。本來性格內向，但據傳就讀短期大學時個性起了大變化。 |
| 鹿島尚之 | 中村俊介   | 平山市菜鳥刑警，對於糸井美幸及相關事件非常疑惑，試圖要挖掘真相。                                                                               |
| 松崎健吾 | 石丸謙二郎 | 平山市市長，表面清廉，但實際上卻做了不少勾當。                                                                                                 |
| 村井浩二 | 田山涼成   | 平山市刑警，鹿島尚之的上司 |

### 第1集
| 角色       | 演員         | 介紹                                           |
| 北島雄一   | 松下洸平     | 貿易公司業務。                                 |
| 青木洋平   | 落合モトキ   | 建築工人。                                     |
| 金村雄介   | 弓削智久     | 金村建設公司的董事長，死於某次員工旅行的溫泉。 |
| 牧村清     | 六角精児     | 建築工人。                                     |
| 後藤忠男   | デビット伊東 | 貿易公司業務。                                 |
| 長谷川春夫 | 山田明郷     | 長谷川不動産公司董事長，死於自家浴室。         |

### 第2集
| 角色       | 演員       | 介紹                                                                             |
| 岡本小百合 | 南沢奈央   | 拓實的未婚妻，平常常參與料理教室的課程。                                         |
| 吉本拓実   | 郭智博     | 平山市政府土木課課員，南沢奈央的未婚夫，平常在做一些違法勾當中飽私囊。           |
| 土屋隆夫   | 小須田康人 | 平山市政府土木課課長，平常在做一些違法勾當中飽私囊。                             |
| 白川真弓   | 山下裕子   | 平山市車站前料理教室講師，利用其妹夫經營的超市取得較差的食材來中飽私囊。         |
| 広瀬一美   | 伊藤久美子 | 在料理教室認識岡本小百合，希望透過賄絡岡本小百合未婚夫，取得公營住宅的居住資格。 |

### 第3集
| 角色     | 演員       | 介紹                                                                                     |
| 秋山大輔 | 高橋光臣   | 秋山早紀的丈夫，原本被家族要求說服系井美幸離開他們的爸爸，但卻意外與系井美幸發生性關係。 |
| 秋山早紀 | 三津谷葉子 | 長谷川不動產公司董事長的女兒，後來嫁給秋山大輔。                                         |

### 第4集
| 角色     | 演員         | 介紹                                                                             |
| 池谷麻衣 | 山下莉緒     | 原本是鞋店店員，目前失業中，喜歡打柏青哥。                                       |
| 美穂     | 唯月ふうか   | 目前失業中，喜歡打柏青哥。                                                       |
| 糸井克哉 | 前田公輝     | 糸井美幸的弟弟。                                                                 |
| 安田哲一 | 阪田マサノブ | 柏青哥店的常客，自稱是小公司董事長又熟黑社會，以金錢誘騙美穂與其發生性關係得逞。 |

### 第5集
| 角色       | 演員       | 介紹                                               |
| 平塚博美   | 前田亞季   | 托兒所老師，後被糸井美幸說服進入其酒吧擔任女招待。 |
| 君島佳也子 | 久世星佳   | 《君島酒吧》的媽媽桑。                             |
| 稲越誠二   | 大和田伸也 | 縣議會議員。                                       |
| 藤堂淳史   | 大谷亮介   | 某建設公司董事長。                                 |

### 第6集
| 角色     | 演員       | 介紹                                                 |
| 竹内     | 中本賢     | 竹内建設公司董事長。                                 |
| 久住     | 菅原大吉   | 久住建設公司董事長。                                 |
| 小向     | 諏訪太朗   | 小向建設公司董事長。                                 |
| 広本直樹 | 川久保拓司 | 中本賢的兒子，竹内建設第二代接班人。                 |
| 大迫     | 市川勇     | 原本在平山市政府擔任公務員，後轉至竹内建設擔任員工。 |

### 第7集
| 角色     | 演員     | 介紹             |
| 和田     | 村松利史 | 米店老闆。       |
| 北村     | 大河内浩 | 綢布店老闆。     |
| 吉野     | 原金太郎 | 文具店老闆。     |
| 正之     | 森本のぶ | 矢来寺的住持。   |
| 由香     | 廣山詞葉 | 正之的太太。     |
| 大迫栄子 | 田山由起 | 金村雄介的妻子。 |

### 第8-10集
| 角色       | 演員     | 介紹                                                                                          |
| 星野千里   | 黒川智花 | 稲越議員的新進秘書。                                                                          |
| 深川       | 奥田達士 | 稲越議員的第一秘書，同時也是稲越議員的左右手。                                                |
| 峰岸大二郎 | 田中隆三 | 平山市警察署署長。                                                                            |
| 新井次郎   | 山根和馬 | 金村建設公司的員工。                                                                          |
| 関谷由美   | 鮎川桃果 | 系井美幸就讀短期大學時的同學。 實際上與系井美幸關係不好，但由於被系井美幸抓住小辮子而被使喚。 |

## 播出日程
| 集數   | BS東視  | 東京電視台 | 日文標題                                  | 編劇     | 導演     |
| ------ | ------- | ---------- | ----------------------------------------- | -------- | -------- |
| 1      | 4月14日 | 7月04日    | 中古車販売店の噂の女!?                    | 福田卓郎 | 飯塚健   |
| 2      | 4月21日 | 7月11日    | 料理教室の噂の女!?                        | 福田卓郎 | 飯塚健   |
| 3      | 4月28日 | 7月25日    | 不動産会社社長の婚約者で噂の女!?          | 栗原智子 | 柴山健次 |
| 4      | 5月12日 | 8月01日    | パチンコ店に出入りする噂のセレブ女!?      | 井上テテ | 宮岡太郎 |
| 5      | 5月19日 | 8月08日    | クラブのママで噂の女!?                    | 福田卓郎 | 大塚徹   |
| 6      | 5月26日 | 8月15日    | クラブのママで政治家愛人の噂の女!?        | 井上テテ | 飯塚健   |
| 7      | 6月02日 | 8月22日    | クラブのママで檀家総代の噂の女!?          | 井上テテ | 飯塚健   |
| 8      | 6月09日 | 8月29日    | 最終章1〜クラブのママで刑事内偵の噂の女!? | 福田卓郎 | 宮岡太郎 |
| 9      | 6月16日 | 9月05日    | 最終章2〜クラブのママで殺害容疑の噂の女!? | 福田卓郎 | 大塚徹   |
| 最終話 | 6月23日 | 9月12日    | 最終話〜ついに暴かれる!? 噂の女の正体！   | 福田卓郎 | 飯塚健   |